# Song of Spring
Song of Spring (xinès simplificat: 妈妈, pinyin: Māmā) és una pel·lícula dramàtica xinesa del 2022 escrita i dirigida per Yang Lina i protagonitzada per Wu Yanshu i Xi Meijuan. La pel·lícula explica la història familiar d'una mare de 85 anys que cuida una filla de 65 anys amb la malaltia d'Alzheimer. Song of Spring es va estrenar a la Xina el 10 de setembre de 2022.

## Estrena
Song of Spring es va estrenar als cinemes el 10 de setembre de 2022. Douban, un important lloc web de valoració dels mitjans de comunicació xinesos, va donar a la pel·lícula una puntuació de 7,5 sobre 10.